# Bitwa pod Mittenwalde (1478)
Bitwa pod Mittenwalde – decydujące starcie sił brandenburskich z węgierskimi, do którego doszło pod Mittenwalde 9 grudnia 1478 w czasie wojny o sukcesję głogowską. Węgrzy pod wodzą Jana Zelenaya zadali klęskę Brandenburczykom. 
W trakcie wojny o sukcesję śląski ks. żagański Jan II Szalony w sojuszu z Węgrami wkroczył do ziemi chociebuskiej, należącej do elektora brandenburskiego Albrechta. 9 października 1478 margrabia Jan Cicero pokonał wojska Jana żagańskiego pod Drzonowem. Porażka nie osłabiła sił Jana żagańskiego, który ściągnął dodatkowe siły węgierskie w sile 3000 ludzi.
W listopadzie Węgrzy doszli aż do Berlina. Decydujące starcie miało miejsce dnia 9 grudnia. Dnia 29 grudnia elektor rozpoczął rokowania z królem Węgier Maciejem Korwinem. Umocnił też sojusz z Polską zaślubiając syna Fryderyka z Zofią Jagiellonką. Ostateczny kres wojnie przyniósł pokój zawarty w Kamieńcu Ząbkowickim w 1482 r.